# Марли-ле-Руа
Марли́-ле-Руа́ (фр. Marly-le-Roi) — город и коммуна во Франции, находится в регионе Иль-де-Франс. Департамент коммуны — Ивелин. Административный центр кантона Марли-ле-Руа. Округ коммуны — Сен-Жермен-ан-Ле.
Марли-ле-Руа расположен примерно в пятнадцати километрах к западу от Парижа, в десяти километрах к северу от Версаля, а также менее чем в пяти километрах к югу от Сен-Жермен-ан-Ле.
Код INSEE коммуны 78372.
В Марли-ле-Руа располагался дворец Марли, построенный в 1679—1684 годах по заказу Людовика XIV архитектором Жюлем Ардуэн-Мансаром. В 1806 году дворец был снесён.

## Население
Население коммуны на 2008 год составляло 16 897 человек.
| 1962   | 1968   | 1975   | 1982   | 1990   | 1999   | 2008   |
| ------ | ------ | ------ | ------ | ------ | ------ | ------ |
| 10 193 | 11 925 | 16 103 | 17 257 | 16 741 | 16 787 | 16 873 |

## Экономика
В Марли-ле-Руа расположена страховая компания AXA и французская штаб-квартира фармацевтической компании GlaxoSmithKline.

## Образование
В городе есть шесть детских садов, четыре государственные начальные школы, частная начальная школа, средняя школа и курсы Дали (частные уроки).

## Спорт
В городе несколько спортивных объектов: два муниципальных бассейна, пять спортивных залов, четыре стадиона, центр верховой езды (пони-клуб), а также гребной клуб. В городе есть спортивная школа.
В Марли-ле-Руа проводится открытый турнир по настольному теннису, а также соревнования по бегу и спортивной ходьбе.

## Достопримечательности
- Королевский парк, в котором располагался дворец Марли, ныне музей
- Памятник Викторьену Сарду, открыт в 1915, снесён в 1941 и восстановлен в 1946 году
- Телеграфная башня, построенная Клодом Шаппом в 1798 году
- Площадь Мишель
- Дом Александра Дюма-сына
- Культурный центр Жан-Вилар, построенный в 1972 году по проекту архитектора Роберта Бенуа
- Церковь Сен-Вигор, построенная в 1688 году
- Шато-дю-Вердюрон, бывший дом Викторьена Сарду, известный своим сфинксом

## Города-побратимы
- Гура-Гуморулуй (Румыния)
- Кита (Мали)
- Лайхлинген (Германия)
- Марлоу (Великобритания)
- Визеу (Португалия)

## Фотогалерея

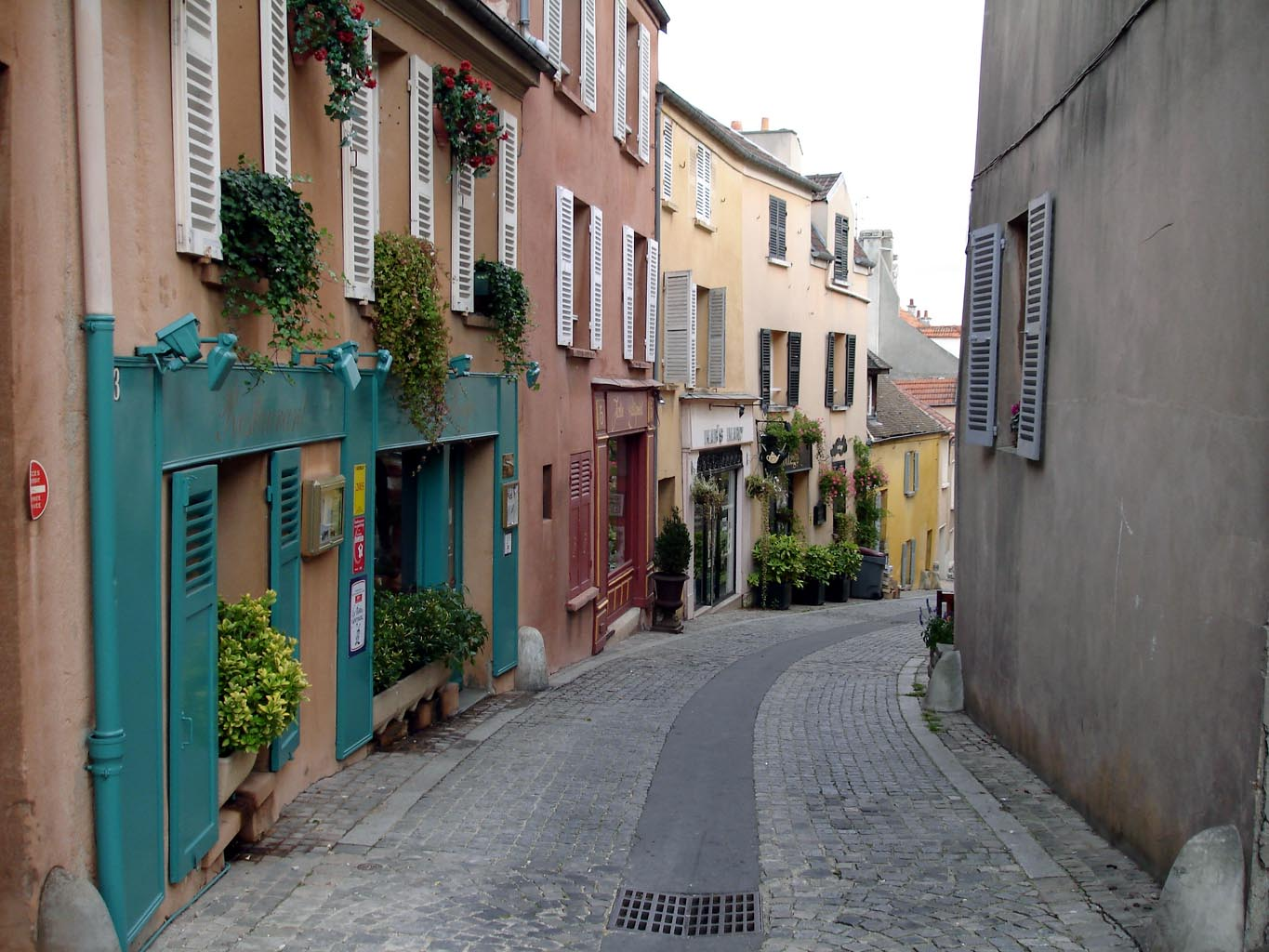
Главная улица
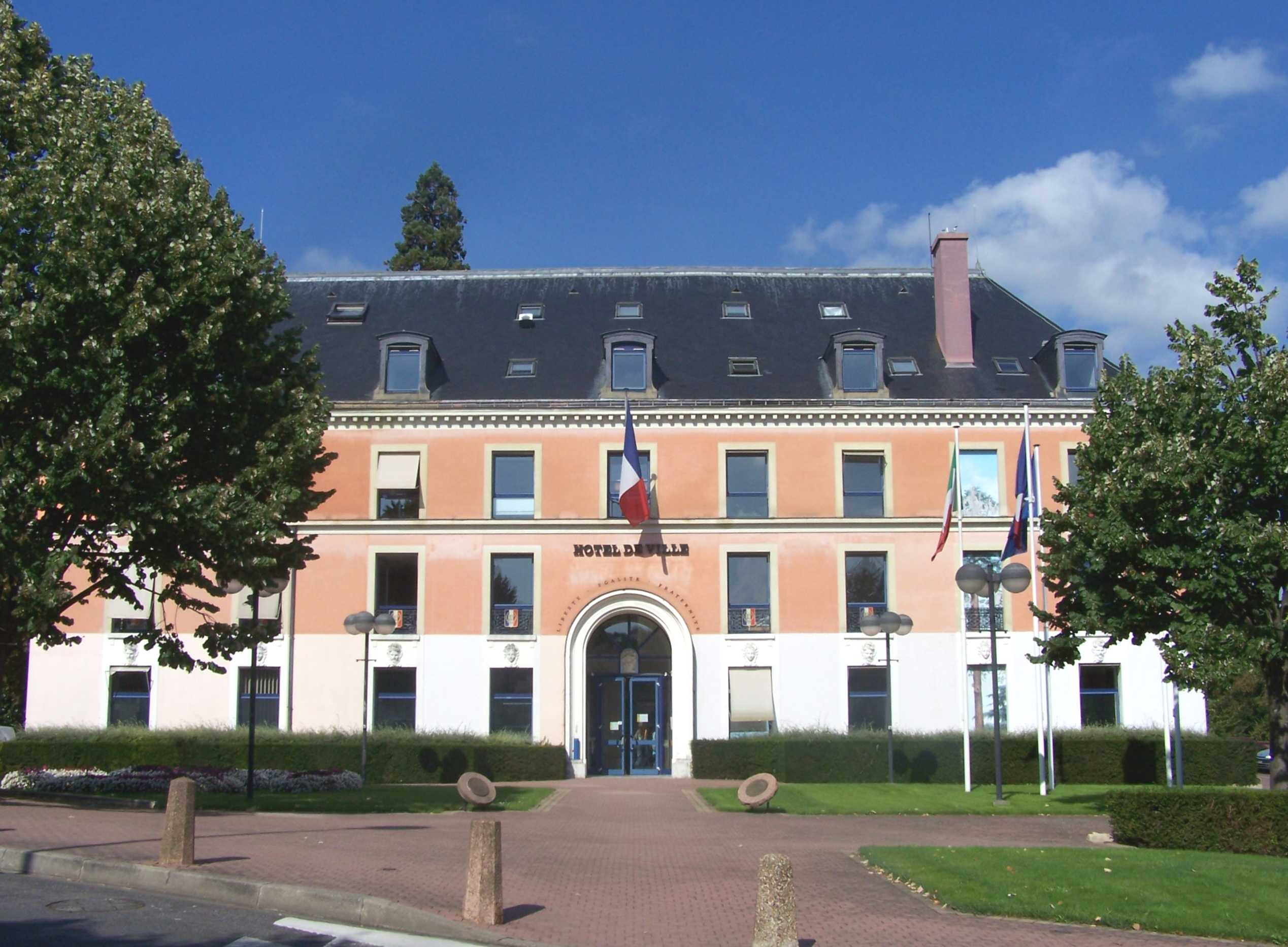
Мэрия
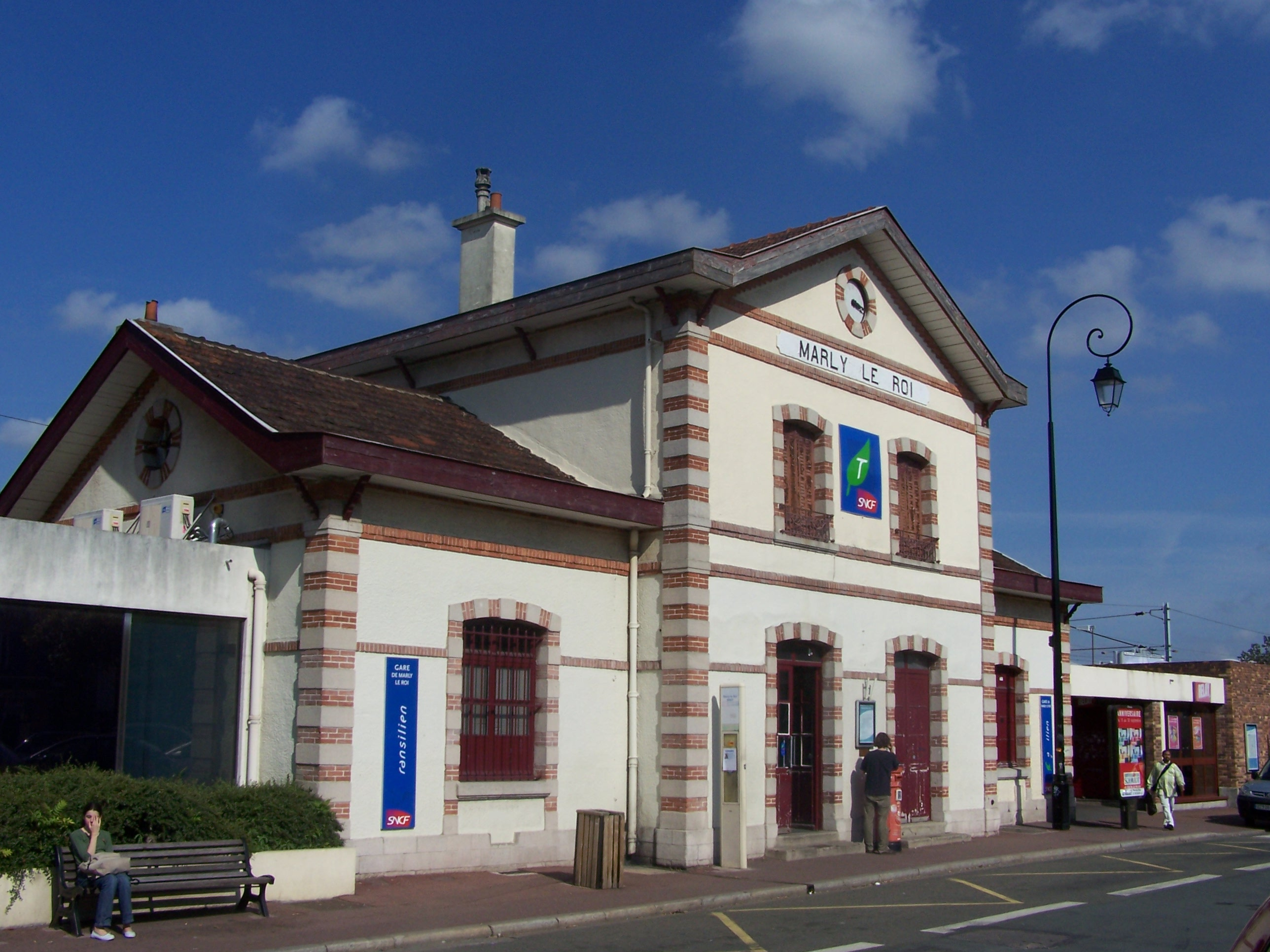
Вокзал
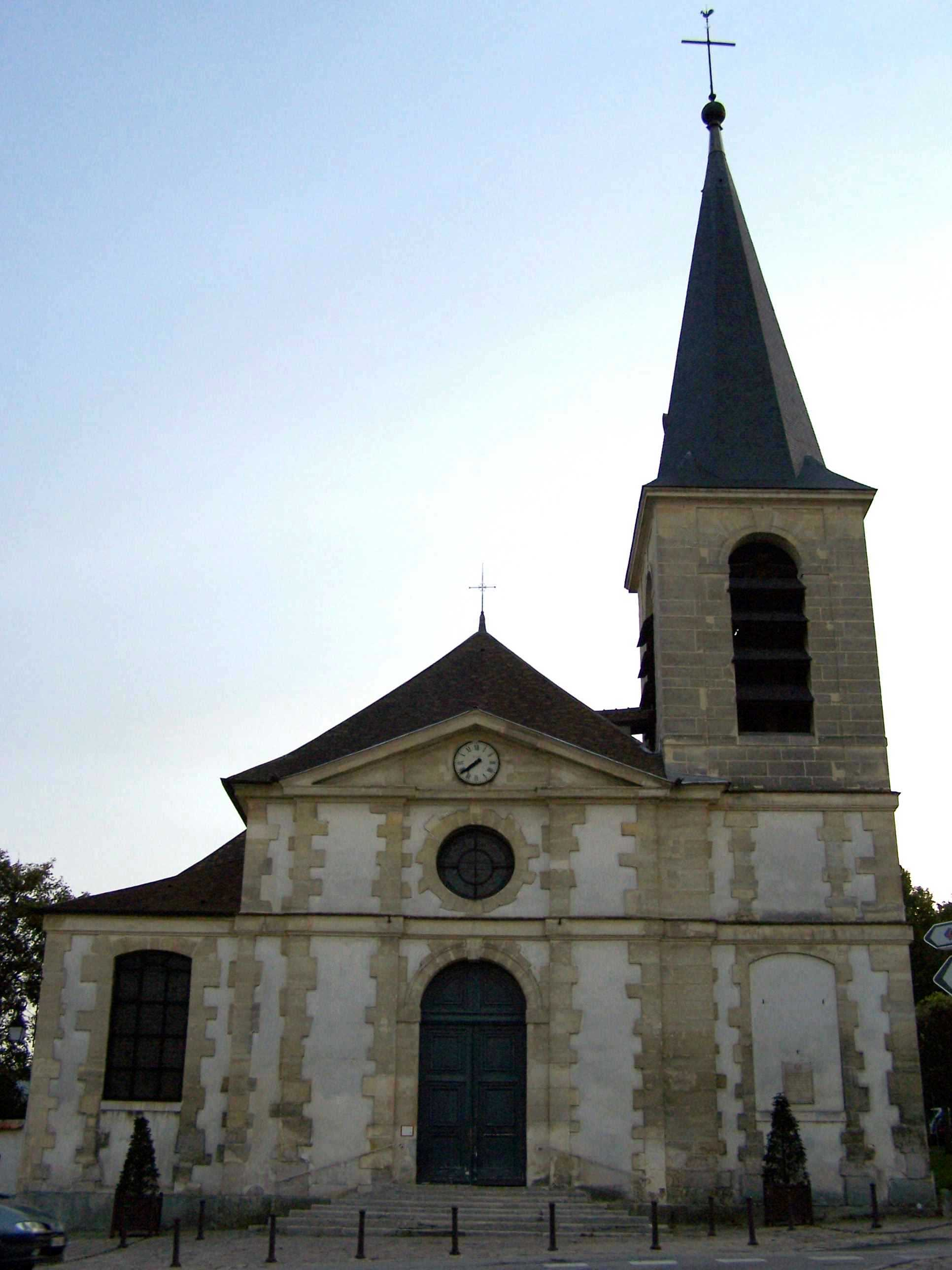
Церковь Сен-Вигор